# Cera perduda

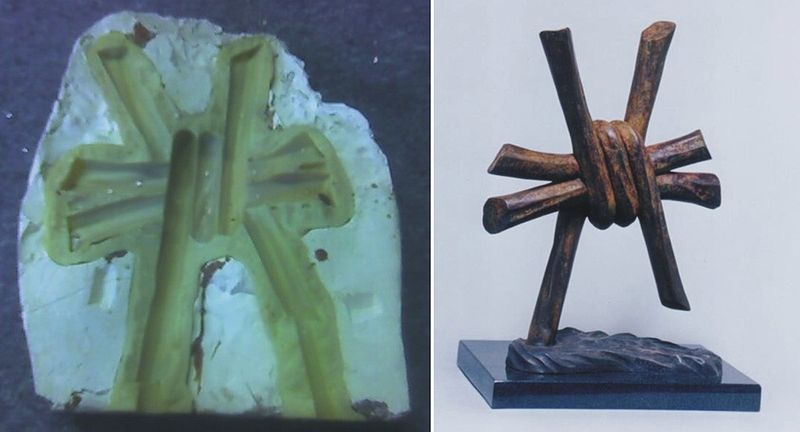
A l'esquerra un model o prototip de cera, amb mig motllo, i a la dreta la figura de bronze obtinguda. Al model de cera s'han afegit dues barres primes de cera fins al fons, com dues potes cap avall, per a poder extreure la cera i introduir després el metall. Després es tallen. La diferència s'aprecia sobretot a la de la dreta.

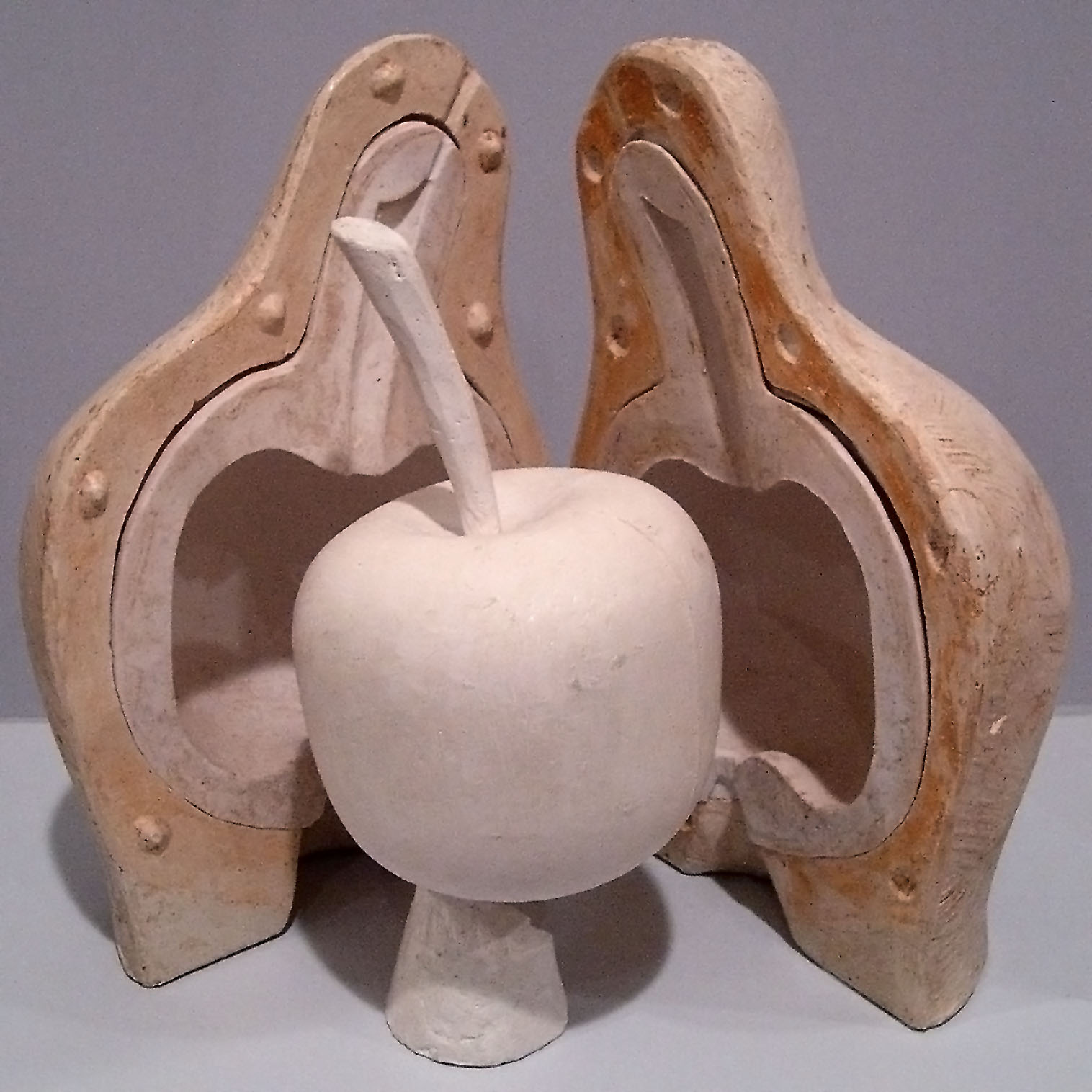
Una poma, en guix, feta amb un motlle bivalv. A la dreta de la poma, de dalt a baix, es pot apreciar la marca característica i inevitable que queda a la figura al lloc on les dues valves estaven unides. Aquesta marca no queda quan el motlle és d'una sola peça.

La cera perduda és una tècnica de modelatge de figures i peces en principi de vidre o de metall que es fa servir a la indústria per a peces de precisió o de vegades també per artesans, per exemple joiers o escultors. Aquesta tècnica, d'origen antic, permet reproduir detalls petits i subtils però no sempre funciona bé amb certs volums. A més és arriscada, ja que es pot trencar la figura i el motlle, i una de les tècniques metal·lúrgiques més cares, ja que no només cal fer motllos -que sempre resulta el més car- sinó que aquests són usualment d'un sol ús.

## Generalitats
El procediment es basa a tallar la peça original típicament en cera, que és tova i permet realitzar-hi tota mena de detalls, d'on ve el nom del mètode. Altres materials que es poden usar són la terrissa, el greix, la parafina o d'altres polímers, per exemple. A aquesta peça se li afegeixen uns tubs fins i massissos, també de cera, que després serviran per a crear canals per on es vessarà el material líquid. El conjunt es cobreix amb una forma compacta d'un material tou però que pugui esdevenir dur i amb certes propietats tèrmiques com, per exemple, el ciment, de manera que hi sobresurtin els extrems dels sortints afegits. Després car endurir el material tou cobrent. A continuació s'aplica calor per a fondre la cera i evacuar-la per forats i canals creats pels cilindres o cons afegits.
Així hom ha obtingut un motlle, de ciment, per exemple, que pot omplir pels forats i canals amb un metall fos, per exemple, i deixar-lo endurir. És per això que el material del motlle ha de resistir les altes temperatures del metall fos sense trencar-se.
El principal defecte d'aquest procediment és el seu enorme cost, ja que no hi ha una altra manera d'obtenir la figura, per exemple de metall, que trencant el motlle de ciment, antigament per procediments mecànics, és a dir, a cops. Avui en dia es pot trencar també per procediments químics, per exemple, o es fa un motlle en dues parts que es puguin separar. En qualsevol cas després cal trencar els sortints de metall que queden pegats a la figura, i després polir-los, i, en el cas d'utilitzar un motllo en diverses parts, també polir la part d'unió. Cada zona d'unió entre dues plaques del motlle o on hi havia un sortint es consideren defectes de fabricació. Per a fer el motlle en diverses parts, o per a obtenir peces idèntiques amb aquest mètode, es poden fer prototipus o models de cera idèntics a partir d'un d'original, utilitzant un motllo tou fet amb silicona, que no suportaria el metall però sí la cera calenta.

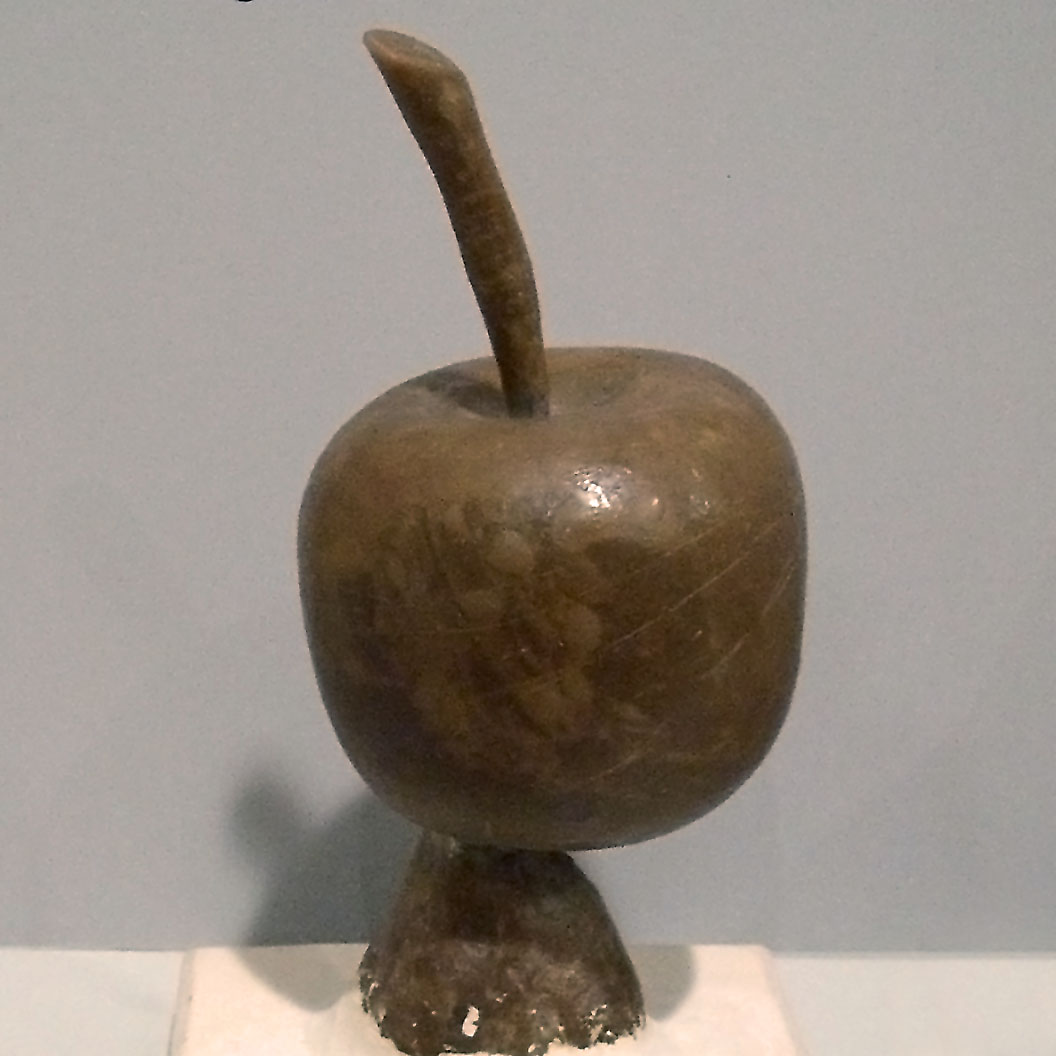
Model de cera d'una poma
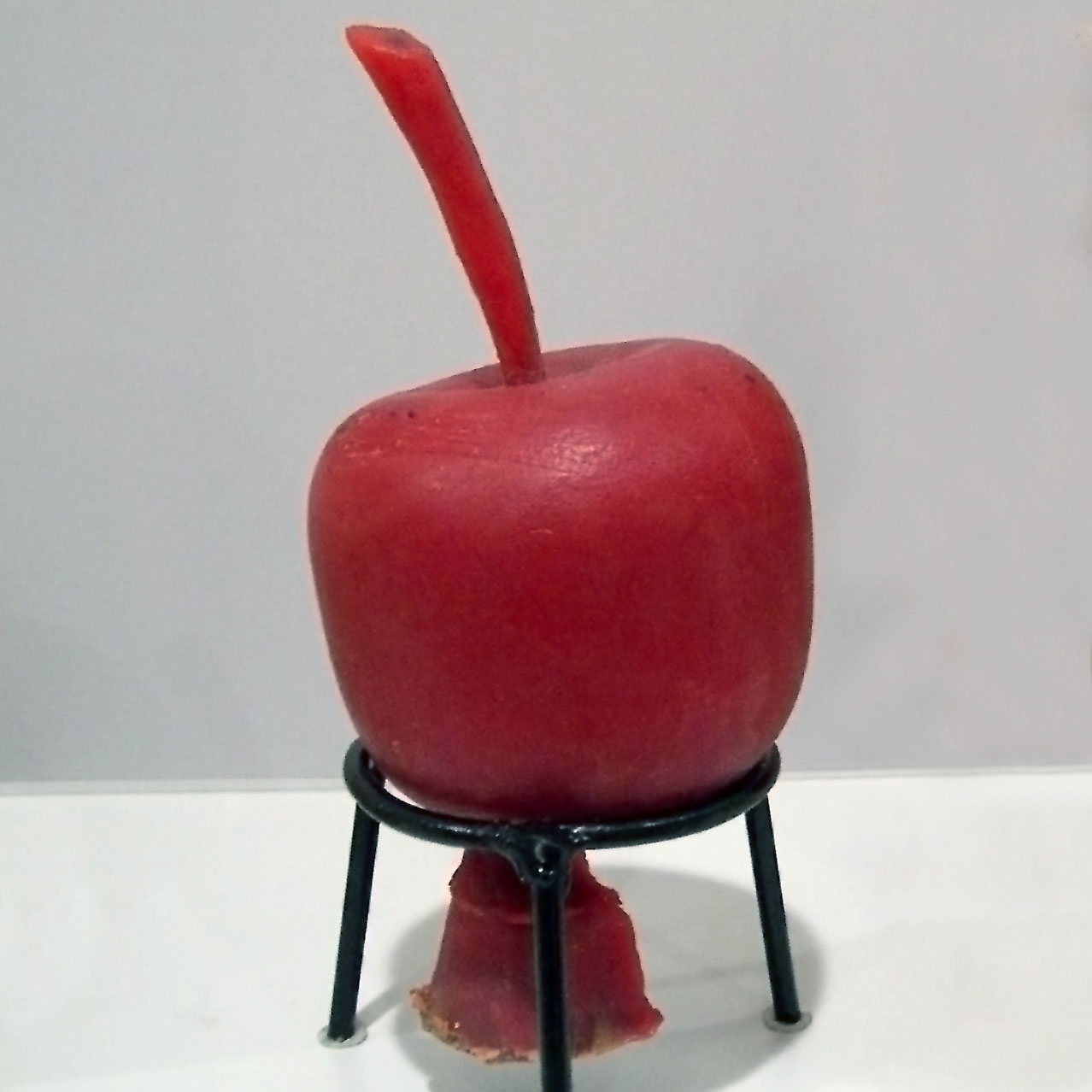
Mateix model amb un material més modern, la parafina, en aquest cas tintada de vermell
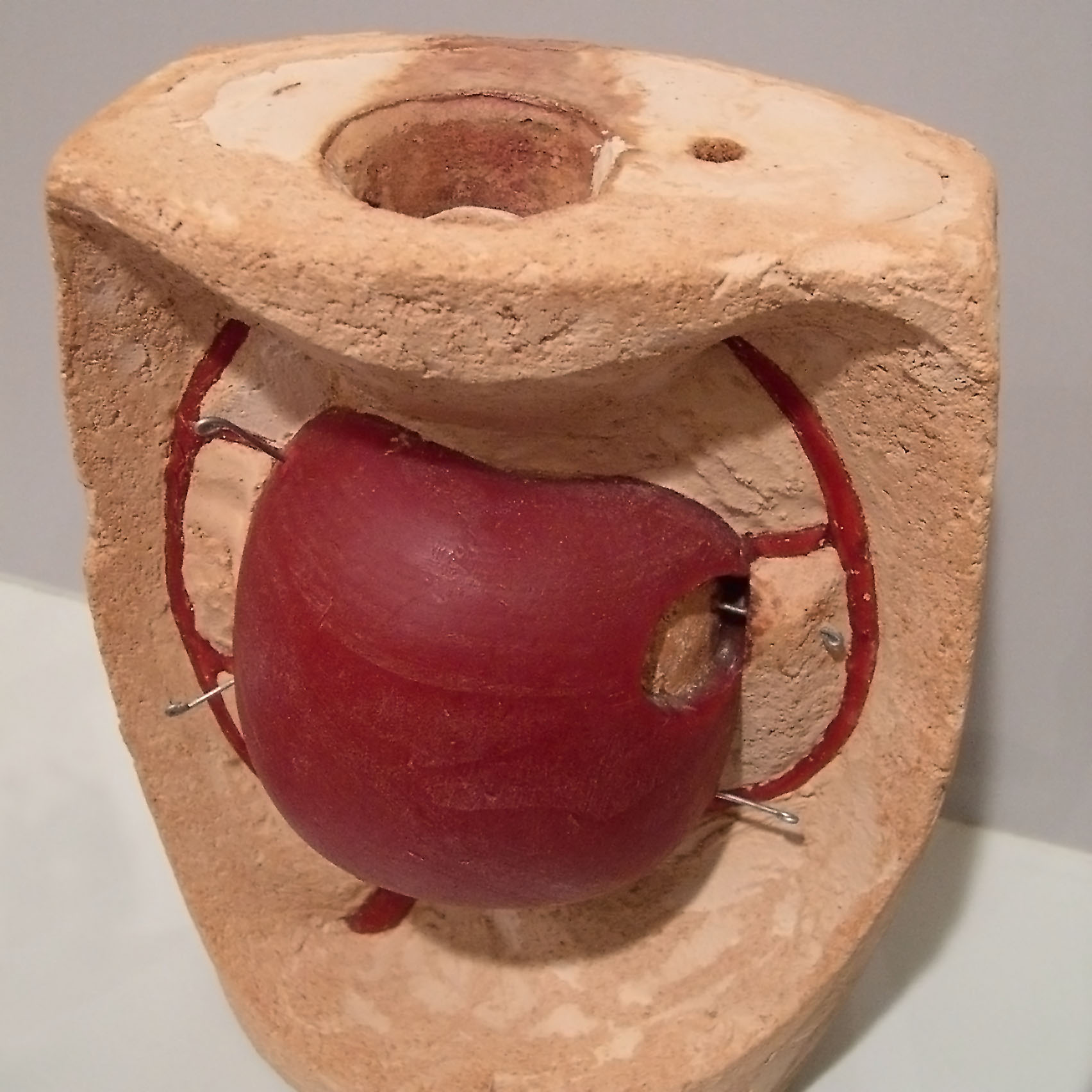
El model de la poma en parafina, amb els conductes compactes i una part del motlle, en aquest cas d'argila, parcialment trencat per a poder veure l'interior. Però abans de trencar el motlle cal primer escalfar-lo, per a liquar la cera i poder-la versar pels conductes, i després omplir-lo amb un metall fos.
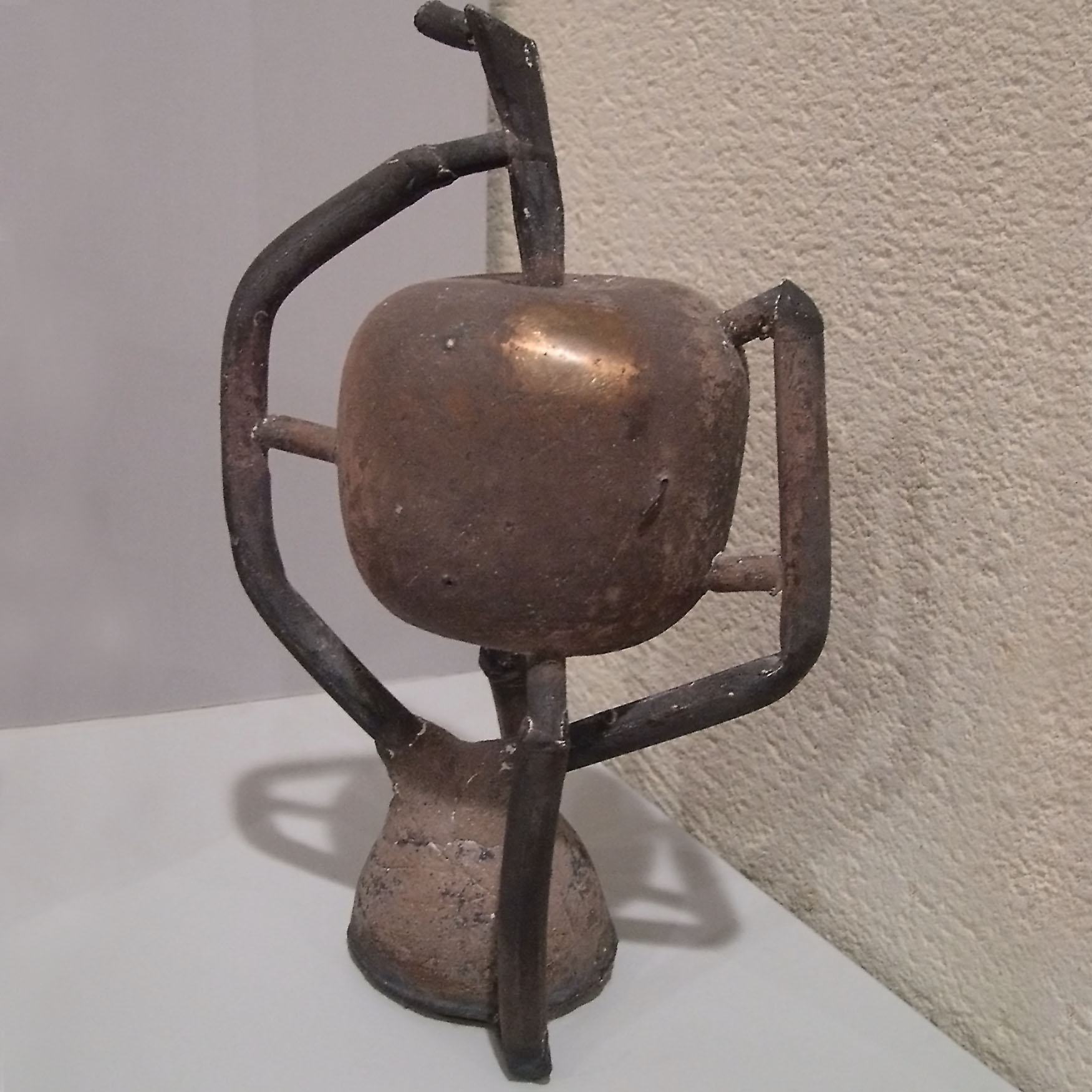
Després cal deixar refredar bé el metall per a endurir-lo, i posteriorment es pot trencar, amb cura, el motlle. La poma resultant és aquesta, encara amb els conductes per a introduir i extreure el material del motlle, que han quedat també com a part de la figura de metall. També caldrà netejar i polir les imperfeccions sobre la superfície de la poma.

## Mètode de la cera perduda a les escultures de l'antiga Grècia

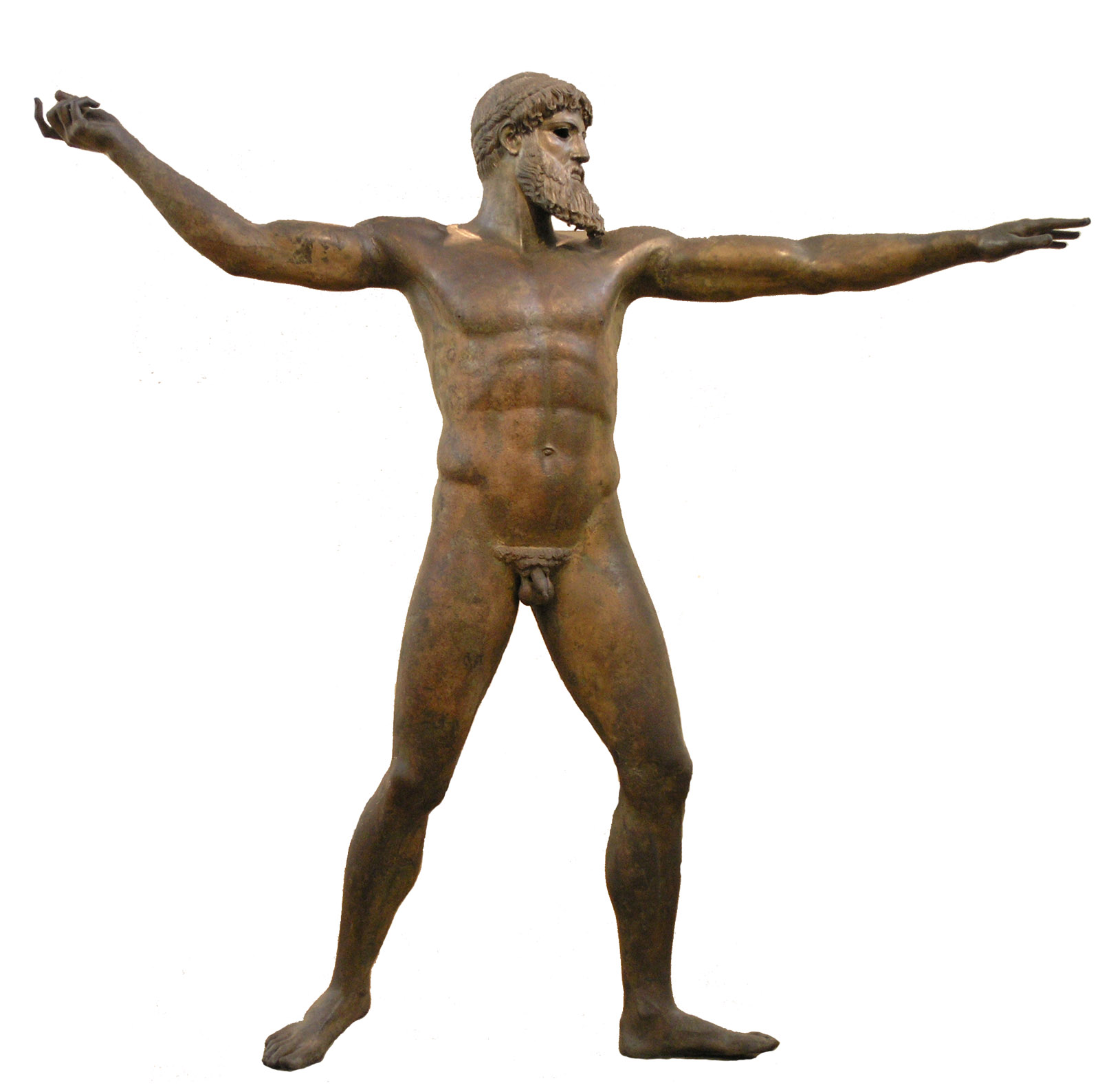
Déu del cap Artemísion. Escultura de l'antiga Grècia (període sever) feta amb aquesta tècnica. Els braços es van fer en motlles a part, i es van soldar per les aixelles. Els peus també es fan fer en motllos separats.

Cap a la meitat del segle vi aC, l'escultor Teodor de Samos va definir la tècnica de la cera perduda, cosa que va revolucionar l'escultura. Aquesta tècnica permetia crear estàtues de bronze de gran mida i amb unes qualitats de resistència i plàstiques molt millors que les del marbre i la fusta. El canvi de material permetia tota mena de detalls i audàcies quant a la composició, el gest i el moviment, cosa que va acabar amb les poses hieràtiques de l'estil arcaic i en particular amb les cores i els curos.
A l'època d l'estil sever, aquest procediment es va usar per a fer estàtues de bronze, com els guerrers de Riace, el déu del cap Artemísion o l'auriga de Delfos. És un mètode en què no hi pot haver cap error, ja que en abocar-se el bronze el model previ, que en aquest cas és de fang i no cera, es destrueix.
Consistia a fer una primera figura de fang amb la forma de l'objecte a realitzar. Posteriorment es recobria amb una fina capa de cera (de 7-8 mil·límetres de gruix en el cas de les estàtues de Riace) que, al seu torn era coberta per una altra capa de fang, o per un altre material refractari, on es practicaven diversos orificis. El bronze era abocat per un o diversos forats (abeuradors) situats a la part superior, i l'aliatge anava desplaçant la cera que sortia per un o més orificis inferiors. Una vegada refredat tot el conjunt, es trencava la capa de fang exterior, quedant el bronze final. Amb un element punxegut es trencava també el nucli original per donar pas a la peça acabada.
Tanmateix, donada la mida de moltes de les figures, era normal que quantitats importants de fang quedessin a l'interior del bronze, com va ocórrer al cas dels dos guerrers de Riace, cosa que ha permès als investigadors la seva anàlisi per poder determinar amb més o menys exactitud la seva procedència. Una vegada aconseguida la peça en bronze s'hi feia un repàs a consciència per ajustar-se amb la màxima fidelitat al que l'artista havia plasmat a la primera escultura de fang. En aquesta tasca es tallaven les abeuradores i es repassaven els desperfectes que poguessin haver sorgit durant la fosa. Així mateix se soldaven els forats deixats per les abeuradores, i s'unien les peces que configuraven el conjunt de l'obra amb un fil del mateix aliatge utilitzat. Després d'això, l'obra s'allisava mitjançant una espècie de polit de la superfície, polida i abrillantada per un fregat finíssim, fins que els porus del bronze quedaven completament unificats. Més tard es procedia a donar les pàtines, per tal d'acolorir el metall.